# 三遊亭吉馬
三遊亭 吉馬（さんゆうてい きちば、1989年5月2日 - ）は、落語芸術協会所属の落語家。本名∶岡本 拓希。

## 経歴
1989年5月2日、葛飾区小菅の八百屋の三男として産まれる。葛飾区立こすげ小学校、台東区立上野中学校、東京都立広尾高等学校を経て東洋大学文学部中国哲学文学科卒業。東洋大学落語研究会時代の高座名はマイケル・ジャクソン。
2014年9月に五代目三遊亭圓馬に入門し、前座名「馬ん長」を名乗る。
2018年9月に瀧川鯉舟と共に二ツ目昇進し、「吉馬」に改名。

## 芸歴
- 2014年9月 - 五代目三遊亭圓馬に入門、前座名「馬ん長」[1]。
- 2018年9月 - 二ツ目昇進、「吉馬」に改名[1]。

## 人物
月刊ムーを愛読している。
写真が趣味で、オリンパス・OM-D E-M1 Mark IIで撮影した楽屋や高座の写真をSNSで公開している。
家の鍵を池袋演芸場で無くしたと思い途方に暮れていた春本小助を助けてあげた。なお、小助の鍵は本人の鞄の中にあった。
2023年に結婚。妻の姓を名乗ることになり、本名が「石川」から「岡本」姓に変わっている。

### 趣味
- 中国語学習[1]
- 漢文訓読[1]
- なぞなぞ[1]
- 食べ歩き飲み歩き[1]
- 動物園巡り[1]
- 喫茶店巡り[1]

### 好きな食べ物
- そば[1]
- もつ焼き[1]
- 漬物[1]

## 活動
春風亭昇輔、三遊亭遊七とともにユニット「撃鱗」を結成。
三遊亭遊かり、桂伸べえと共に新作落語の勉強会「新作冒険倶楽部」を開催している。
勉強会「六連会」メンバー。
2021年には柳亭市寿、林家あんこ、金原亭乃ゝ香（現・古今亭佑輔）と東洋大学卒業生による落語会「toyo寄席」を開催している。